# Crescent Petroleum

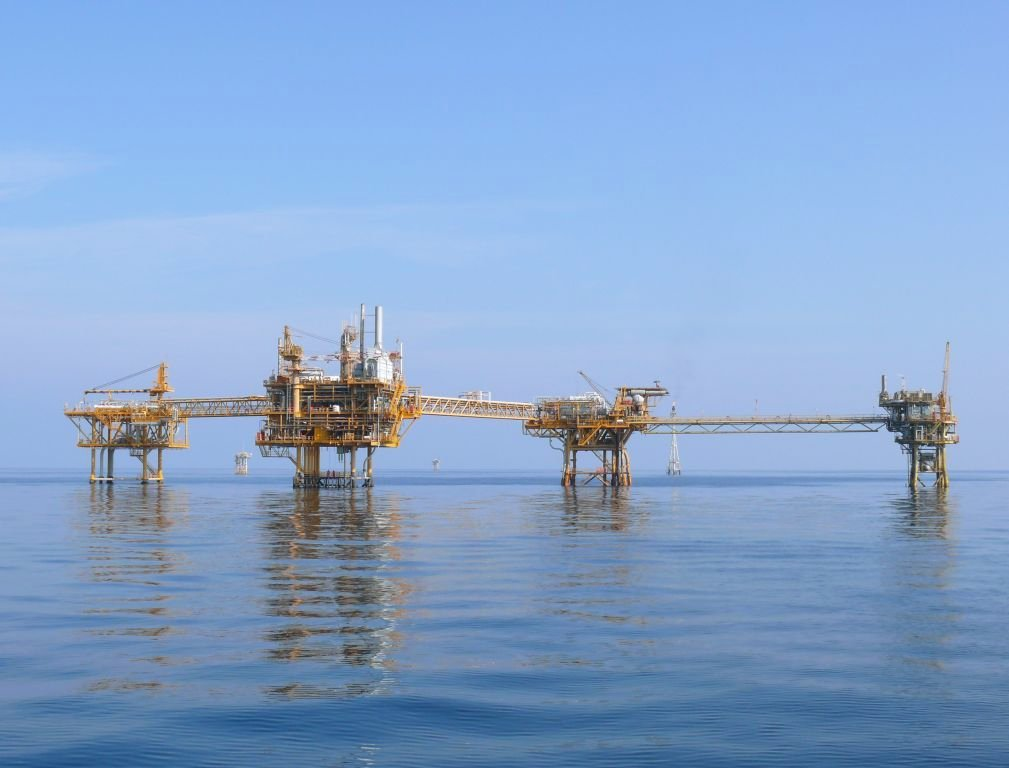
Платформа Мубарак

Crescent Petroleum (Кресцент петролеум) — нефтегазовая компания, расположена в Объединенных Арабских Эмиратах.
Компания была основана в 1971 году как первая частная и независимая нефтяная компания на Ближнем Востоке. Штаб-квартира расположена в эмирате Шарджа в ОАЭ. 40 лет работает в качестве международного оператора в Египте, Пакистане, Йемене, Канаде, Тунисе, Аргентине, Ираке и Объединённых Арабских Эмиратах. Имеет совместное предприятие с Роснефтью, крупнейшая частная газовая компания на Ближнем Востоке. Crescent Petroleum — также крупнейший частный акционер компании Dana Gas (англ. Dana Gas). 